# Witków (województwo lubelskie)
Witków – wieś w Polsce położona w województwie lubelskim, w powiecie hrubieszowskim, w gminie Dołhobyczów. Leży przy drodze wojewódzkiej 844.
W latach 1975–1998 miejscowość należała administracyjnie do województwa zamojskiego. 
Wieś stanowi sołectwo gminy Dołhobyczów. Według Narodowego Spisu Powszechnego (III 2011 r.) liczyła 342 mieszkańców i była czwartą co do wielkości miejscowością gminy.
Wierni Kościoła rzymskokatolickiego należą do parafii Matki Bożej Częstochowskiej w Dołhobyczowie.

## Historia
We wsi od 1531 znajdowała się prawosławna cerkiew, w latach 1596-1875 unicka, a po likwidacji Kościoła unickiego przez władze rosyjskie ponownie prawosławna. Cerkiew w Witkowie została rozebrana podczas akcji polonizacyjno-rewindykacyjnej w 1938. W sąsiedztwie obiektu znajdował się prawosławny cmentarz, użytkowany do ok. 1939. Po tej dacie prawosławni mieszkańcy wsi założyli drugą nekropolię, użytkowaną do wysiedlenia ludności ukraińskiej.